# 斯克里巴 (紐約州)
斯克里巴（英語：Scriba）是一個位於美國紐約州奧斯威戈縣的鎮。

## 人口
根據2020年美國人口普查的數據，斯克里巴的面積為113.73平方千米，當中陸地面積為105.08平方千米，而水域面積為8.65平方千米。當地共有人口6617人，而人口密度為每平方千米58人。